# بي أيه إي سيستمز تيمبست
بي أيه إي سيستمز تيمبست (بالإنجليزية: BAE Systems Tempest)‏ هو مشروع بحثي لتصميم وتطوير طائرة مقاتلة من الجيل السادس لصالح القوات الجوية الملكية البريطانية. يجري العمل على المشروع بواسطة كونسرتيوم يسمى فريق تيمبست والذي يضم وزارة الدفاع البريطانية وبي إيه إي سيستمز ورولز رويس وليناردو وإم بي دي إيه. ومن المشاع أن الطائرة ستدخل الخدمة في 2035 لتكون خلفًا ليورو فايتر تايفون في القوات الجوية الملكية البريطانية. وستقدم الحكومة البريطانية ملياري جنيه استرليني لتمويل المشروع حتى 2025 وفقًا لوزير الدفاع البريطاني. في 19 يوليو 2019، وقعت المملكة المتحدة والسويد مذكرة تفاهم لبحث طرق التعاون في تطوير تقنيات مقاتلات الجيل السادس، وأشار وزير الدفاع السويدي إلى أن بلاده ستكون شريكًا في تطوير طائرة تيمبست. ذكر مدير القوات الجوية البريطانية أن بلاده تجري محادثات مع دول مثل اليابان للانضمام لمشروع تيمبست. يُذكر أن طائرة بريطانية سابقة حملت اسم تيمبست وهي هوكر تيمبست التي أنتجتها هوكر أيركرافت في أربعينيات القرن العشرين وشاركت في الحرب العالمية الثانية.
عُرض أول نموذج للطائرة في معرض فارنبرة للطيران في 16 يوليو 2018، وأعلن عنها وزير الدفاع البريطاني جافين ويليامسون. النموذج الذي قُدم في المعرض به قمرة قيادة افتراضية؛ إذ لم تكن هناك لوحة عدادات وبيانات تقليدية في قمرة القيادة بل وُجدت شاشة سوداء وعندما يرتدي الطيار الخوذة تظهر البيانات أمامه باستخدام تقنيات الواقع المعزز. ستستخدم الطائرة إمكانية الاشتباك التعاوني، وهي تقنية تمكن الطائرة من التعاون مع منصات عسكرية أخرى عن طريق مشاركة بيانات المستشعرات بهدف تنسيق وتنفيذ الهجمات.
أشارت وسائل الإعلام أيضًا إلى أن الطائرة ستزود بأسلحة الطاقة الموجهة، وستكون قادرة على توجيه مجموعة من الطائرات المسيرة بتقنية الحشد Swarming. كذلك ستستخدم الطائرة تقنيات الذكاء الاصطناعي وأشارت التقارير الإعلامية إلى أنها ستزود بمحرك الدورة المتغيرة.

## استشهادات
1. ↑  "بريطانيا تكشف النقاب عن نموذج طائرة مقاتلة الإعصار Tempest جديدة". مجلة المسلح. 18 يوليو 2018. مؤرشف من الأصل في 2018-07-22. اطلع عليه بتاريخ 2019-08-13.
2. ↑  "السويد وبريطانيا تطوران طائرة حربية جديدة". aktarr.se. 19 يوليو 2019. مؤرشف من الأصل في 2019-12-14. اطلع عليه بتاريخ 2019-08-13.
3. ↑  "لماذا لا تريد "بي إيه إي سيستمز" وجود قمرة قيادة حقيقية في مقاتلة "تمبسيت" الجديدة؟". الأمن والدفاع العربي. 23 يوليو 2018. مؤرشف من الأصل في 2019-12-14. اطلع عليه بتاريخ 2019-08-13.
4. ↑  "فيديو يستعرض "العاصفة".. طائرة المستقبل المقاتلة". سكاي نيوز عربية. 18 يوليو 2019. مؤرشف من الأصل في 2019-08-13. اطلع عليه بتاريخ 2019-08-13.